# サテライトクリニック
サテライトクリニックとは、交通機関から離れた病院が、駅前など、交通至便な場所に開設する診療所。したがって普通は入院施設を持たない。
大病院の立地は、歴史ある病院であれば駅近くもありえるが、そうでなければ多少、通院に不便な場所に開設されていることが多い。しかし、例えば救急車で病院に搬送された場合、退院しても、多くの場合は外来に通う必要がある。その対策として、大病院が駅前のテナントビルなどに小さな診療所、つまりサテライトクリニックを開設するようになったのである。
もちろん、ほとんどのサテライトクリニックは入院した経験がなくても受診できる。つまり、一般の診療所として利用することも可能である。診療所なのだから、紹介状も不要であり、患者が重症で入院の必要があればそれもスムーズで、入院中も引き続いて同じ医師が担当することができるなど、メリットも多い。
実際のサテライトクリニックで診療が行われる科目は、内科・小児科・外科・整形外科などである。精神科専門のサテライトクリニックもある。精神科病院の開設は住民に反対されることが多く、街外れや山中に設置されることが少なくないからだ。例えば東京都の場合、23区内の精神科病院は少なく、都下に集中しているため、遠距離の通院を強いられることが少なくない。現在は向精神薬の開発が進んだため、数ヶ月から数年といった長期の入院が必要な患者は少なくなっている。